# Lukengu Ngalula
Lukengu Ngalula (ur. 11 sierpnia 1971 w Kinszasie) – koszykarka z Demokratycznej Republiki Konga, olimpijka.
Wraz z reprezentacją narodową wystąpiła na Letnich Igrzyskach Olimpijskich 1996 w Atlancie. Wzięła udział we wszystkich siedmiu spotkaniach, które rozegrała jej drużyna na tych igrzyskach. Ngalula zdobyła w nich 69 punktów, co było trzecim wynikiem wśród kongijskich koszykarek (najwięcej punktów rzuciła w spotkaniu przeciwko Stanom Zjednoczonym – 17). Dokonała także 40 zbiórek, 14 asyst, 25 fauli, 42 strat i 13 przechwytów. 
Była chorążym reprezentacji podczas ceremonii otwarcia igrzysk olimpijskich w 1996 roku.